# Токугава Мунэтада
Токугава Мунэтада (яп. 徳川 宗尹; 7 сентября 1721 — 13 января 1765) — японский самурай периода Эдо, основатель семьи Хитоцубаси Токугава — одного из Госанкэ (трёх малых ветвей семьи Токугава). Он был сыном Токугавы Ёсимуны и его наложницы Умэ-но-Ката (позже Синсин-ин). Он является дедом Токугава Иэнари, 11-го сёгуна. Когда умерла его мать, воспитанием Мунэтады занялась его бабушка, а когда умерла и она, воспитанием Мунэтады занялась Окумэ-но-Ката (позже Какудзю-ин), наложница Ёсимунэ.

## Семья
- Отец: Токугава Ёсимунэ
- Мать: Синсин-ин
- Приёмная мать: Какудзю-ин
- Жена: Фусин-ин
- Дети: Токугава Харусада,Мацудайра Сигэтоми,Курода Харуюки